# Mike Kalisz
Mike Kalisz (né le 12 novembre 1989) est un athlète danois, spécialiste du sprint et du relais.
Il détient le record danois du relais 4 × 100 m depuis le 18 juin 2011 à Novi Sad en 39 s 71. Son record personnel sur 100 m est de 10 s 69, obtenu à Copenhague le 6 août 2011.